# Sven Dahlkvist
Sven Anders Peter Dahlkvist (* 30. Mai 1955 in Mockfjärd) ist ein ehemaliger schwedischer Fußballspieler und -trainer. 1984 wurde der auf verschiedenen Positionen eingesetzte Spieler, der 1979 in der schwedischen Nationalmannschaft debütiert hatte, als Schwedens Fußballer des Jahres ausgezeichnet.

## Werdegang
Dahlkvist wuchs im zentralschwedischen Gagnef auf, wo er beim örtlichen Sportverein Gagnefs IF in verschiedenen Sportarten wie Tennis, Tischtennis, Skifahren und Eishockey aktiv war. Ab 1963 lief er in der Jugendmannschaft der Fußballabteilung auf und debütierte im Alter von 14 Jahren in der ersten Mannschaft des Vereins, die seinerzeit in der sechsthöchsten Spielklasse antrat. Schnell etablierte er sich als Stammspieler und machte sich als regelmäßiger Torschütze einen Namen. Mehrere höherklassige Vereine meldeten darauf Interesse an einer Verpflichtung, er entschloss sich im Herbst 1974 zum Wechsel zu AIK.
Am 20. April 1975 debütierte Dahlkvist beim 3:0-Erfolg über GIF Sundsvall als Einwechselspieler für seinen neuen Klub in der Allsvenskan. Weder Trainer Keith Spurgeon noch dessen Nachfolger Kurt Liander setzten auf den Nachwuchsspieler, so dass dies sein einziger Spieleinsatz in der ersten Spielzeit in der höchsten Spielklasse blieb. Vor Beginn der Spielzeit 1976 übernahm mit Lars-Oscar Nilsson, dem vormaligen Nachwuchstrainer des Svenska Fotbollförbundet, ein neuer Übungsleiter das Training des schwedischen Erstligisten. Auch bei diesem stand er in der Vorbereitung im zweiten Glied, überzeugte aber im März des Jahres bei einem Pokalspiel gegen den Lokalrivalen Djurgårdens IF, als er in der zweiten Spielhälfte eingewechselt mithalf, einen 0:2-Rückstand zu egalisieren. In der anschließenden Spielzeit war er Stammspieler und erzielte in 21 Saisonspielen acht Tore. Im Mai des Jahres kürte er sich zum Pokalsieger: Beim 3:0-Erfolg über Landskrona BoIS im Endspiel bereitete er den 1:0-Führungstreffer durch Rolf Zetterlund vor und erzielte das zweite Tor selbst.
Im Europapokal der Pokalsieger 1976/77 gelang der Mannschaft um Yngve Leback, Jan-Olof Wallgren, Göran Göransson und Claes Marklund gegen den türkischen Vertreter Galatasaray Istanbul nach einer 1:2-Heimniederlage mit einem 1:1-Unentschieden vor zirka 45.000 Zuschauern in Istanbul ein Achtungserfolg. Dieser ließ sich jedoch nicht auf die Liga ummünzen, wo der Klub lediglich Plätze im mittleren Tabellenbereich belegte. Dennoch hatte der mittlerweile zum Innenverteidiger umgeschulte Dahlkvist mit guten Leistungen die Verantwortlichen der schwedischen Landesauswahl für sich eingenommen, im April 1979 debütierte er unter Auswahltrainer Georg Ericson bei der 0:2-Niederlage gegen die Auswahl der UdSSR in Tiflis an der Seite von Jan Möller, Ingemar Erlandsson, Anders Grönhagen und Olle Nordin in der A-Nationalmannschaft.
Mit einer Großinvestition vor der Spielzeit 1979 wollte der Klub in den Kreis der schwedischen Topmannschaften zurückkehren: Einerseits verpflichtete der Klub mit dem Trio Jyrki Nieminen, Ola Rydstrand und Staffan Isaksson etablierte Fußballspieler aus Finnland beziehungsweise Schweden und andererseits wurde der bereits Anfang des Jahrzehnts beim Klub erfolgreiche Trainer Jens Lindblom zurückgeholt. Nach einem missglückten Saisonstart und etlichem Verletzungspech bewegte sich die Mannschaft über die gesamte Spielzeit in Abstiegsgefahr, trotz Spielzeit in allen 26 Saisonspielen für Dahlkvist stürzte der Verein am letzten Spieltag auf einen Abstiegsplatz. In der zweiten Liga blieb er dem Verein treu und stieg direkt wieder auf. In der Spielzeit 1981 platzierte er sich mit dem Klub im mittleren Tabellenbereich, im Herbst kehrte er zudem unter Ericsons Nachfolger Lars Arnesson in die Nationalmannschaft zurück. Im folgenden Jahr im Abstiegskampf befindlich, in dem erst in der Ab- und Aufstiegsrunde gegen Djurgårdens IF der Klassenerhalt erreicht wurde, führte Dahlkvist den Klub in den folgenden Spielzeiten in die Spitzengruppe der Allsvenskan. Die Spielzeit 1983 beendete die Mannschaft um Thomas Johansson, Göran Göransson, Ove Rübsamen und Bernt Ljung als Tabellenerster, scheiterte aber im Halbfinale der Meisterschaftsendrunde am späteren Titelträger IFK Göteborg. Zwischen dem 1. August 1983 und dem 12. August 1984 ungeschlagen, belegte die Mannschaft in der folgenden Spielzeit den zweiten Tabellenrang am Ende der regulären Saison. Dieses Mal war jedoch bereits im Viertelfinale aufgrund der Auswärtstorregel nach einer 0:1-Auswärtsniederlage trotz einen 2:1-Heimerfolges gegen IFK Norrköping Endstation. Seine guten Leistungen wurden jedoch honoriert und er am Ende des Jahres als Spieler des Jahres ausgezeichnet.
Im Sommer 1985 gewann Dahlkvist seinen zweiten Titel mit AIK, im Pokalendspiel gegen Östers IF avancierte Torhüter Ljung zum Helden. Nachdem der für Roger Sundin eingewechselte vormalige Deutschland-Profi Thomas Andersson mit seinem Treffer zum 1:1-Ausgleich in der Schlussminute die Führung von Teitur Þórðarson egalisiert und damit die Mannschaft in die Verlängerung gerettet hatte, entschied letztlich das Elfmeterschießen um den Titelgewinn. Zwar verschoss dort Andersson seinen Strafstoß, Ljung wurde jedoch von Peter Truedsson, Erkka Petäjä und Ronnie Persson nicht überwunden. Damit triumphierte Dahlkvist erneut und führte den Klub zum vierten Pokalsieg der Vereinsgeschichte. Der Herbst war dafür weniger erfolgreich: Einerseits verpasste er mit dem Klub die auf vier Mannschaften reduzierte Meisterschaftsendrunde als Tabellenfünfter aufgrund der schlechteren Tordifferenz, andererseits misslang der Nationalmannschaft mit dem Scheitern in der Qualifikation zur Weltmeisterschaft 1986 abermals die erste Teilnahme an einem Turnier seit der Weltmeisterschaftsendrunde 1978. Zeitgleich war seine Nationalmannschaftskarriere nach 39 Länderspielen und vier -toren beendet. Dafür war das folgende Jahr erfolgreicher, als Tabellendritter der regulären Saison erreichte die Mannschaft nach einem 0:0-Heimunentschieden dank eines Tores von Björn Kindlund beim 1:1-Remis beim IFK Göteborg aufgrund der Auswärtstorregel das Endspiel gegen Malmö FF. Zwar siegte AIK im Hinspiel durch ein Elfmetertor von Mats Olausson mit 1:0, im Rückspiel holte sich die Malmöer Mannschaft um Jonas Thern, Leif Engqvist, Magnus Andersson und Hans Borg durch einen 5:2-Sieg den Von-Rosens-Pokal für den Meistertitel.
Nach einem neunten Tabellenplatz in der Spielzeit 1987 verließ Dahlkvist AIK, für den er in 256 Erstligapartien 38 Tore erzielt hatte. Nach seinem dritten Ligaspiel am 9. Mai 1976 bis zu seinem letzten Einsatz am 4. Oktober 1987 hatte er dabei verletzungsbedingt lediglich zwei Pflichtspiele verpasst. Er wechselte zum Örebro SK, der von seinem ehemaligen Mannschaftskameraden Rolf Zetterlund trainiert wurde. Mit dem Klub stieg er am Ende der Zweitligaspielzeit 1988 in die Allsvenskan auf. Bis 1992 fügte er 79 weitere Erstligaspiele seiner Karrierestatistik hinzu, dabei trug er sich achtmal in die Torschützenliste ein. 1990 stand er mit dem Klub im Halbfinale der Meisterschaftsendrunde und wurde vom Elitdomareklubben i fotboll als Spieler des Jahres ausgezeichnet. Nach Einführung einer Meisterserie in Ligaform im folgenden Jahr zog er mit der Mannschaft um Christer Fursth, Magnus Sköldmark, Hans Holmqvist und Peter Nilsson als Tabellendritter in den Europapokal ein.

### Trainerkarriere
Nach Beendigung seiner aktiven Laufbahn bei Örebro SK übernahm er 1993 beim Klub den Trainerjob von seinem Vorgänger Kent Karlsson und führte ihn zum Klassenerhalt. In der Spielzeit 1994 spielte er mit der Mannschaft um Lars Zetterlund, Mirosław Kubisztal und Mattias Jonsson um den Meistertitel mit, letztlich fehlten zwei Punkte auf den von Roger Gustafsson trainierten Serienmeister IFK Göteborg. Auch in den folgenden Jahren spielte der Verein im vorderen Tabellendrittel, verpasste aber erneut eine derart gute Platzierung. In der Spielzeit 1999 rutschte der Klub in den Abstiegskampf und musste in der Relegation gegen den vom Deutschen Peter Antoine betreuten Zweitligisten Assyriska Föreningen antreten. In der Verlängerung des Rückspiels erzielte Stürmer Johan Wallinder in der 108. Spielminute den Treffer zum 2:1-Sieg, der nach dem 1:1-Remis im Hinspiel den Klassenerhalt bedeutete. Nach Saisonende übergab er das Traineramt an Mats Jingblad, der zuvor erfolglos in Griechenland tätig war.
2001 bis 2002 saß Dahlkvist beim Drittligisten Eskilstuna City auf der Trainerbank. Anschließend ging er als Vorsitzender zu Hidingsta IK, einem kleineren Verein aus Örebro.

## Privates
Seine Tochter Lisa debütierte 2008 für die Schwedische Fußballnationalmannschaft der Frauen und nahm an den Fußball-Weltmeisterschaften 2011 in Deutschland und 2015 in Kanada sowie den Olympischen Spielen 2012 in London und Olympischen Spielen 2016 in Rio de Janeiro teil.